# Anastasia (imperatrice)
Anastasia (in greco medievale: Αναστασία; 650 – Costantinopoli, 711) è stata un'imperatrice bizantina.

## Biografia

### Imperatrice
La figura storica di Anastasia comparse soltanto nel 668, quando suo marito Costantino IV salì al trono. Il 15 settembre di quell'anno, infatti, il suocero di quest'ultimo, Costante II, fu assassinato nella vasca da bagno dal suo palazzo a Siracusa, ove temporaneamente era stata trasferita la corte imperiale, da un patrizio di nome Mecezio. Quando la notizia della sua morte raggiunse Costantinopoli, Costantino IV fu incoronato insieme alla moglie Anastasia basileus dell'Impero bizantino, trasferendo nuovamente la capitale nella sua sede originaria.
Tra il 668 e il 669, come affermano gli scritti di Teofane Confessore e del patriarca di Costantinopoli Niceforo I, nacque, secondo la De administrando imperio di Costantino VII sull'isola di Cipro, il loro primogenito Giustiniano.
Intorno al 670, la coppia ebbe il loro secondo figlio, il quale chiamarono Eraclio. Egli viene menzionato soltanto nel Liber Pontificalis, in quanto, insieme al fratello, condusse una delegazione bizantina presso papa Benedetto II.
Costantino IV morì di dissenteria nel settembre del 685, lasciando il trono al suo primogenito Giustiniano II.

### Imperatrice madre
Non appena Giustiniano II salì al trono, si guadagnò la reputazione di imperatore estremamente violento. Egli infatti aveva bisogno di molto denaro per poter finanziare i suoi ambiziosi progetti per l'impero e diede dunque carta bianca al suo logothetes tou genikou (carica bizantina equivalente al nostro ministro delle finanze) Stefano il Persiano per quanto concerneva i metodi per riscuotere più tasse possibili. Secondo Teofane Confessore e Niceforo I, Stefano era solito infliggere punizioni corporali o addirittura torturare intere famiglie di nobili patrizi affinché costoro pagassero più tasse.
Sempre secondo Teofane, tra il 693 e il 694, la stessa Anastasia fu vittima dei metodi di Stefano il Persiano, arrivando ad essere flagellata durante i periodi in cui il figlio Giustiniano era assente da Costantinopoli.
A causa dell'aumento delle tasse voluto da Giustiniano II, egli divenne molto impopolare sia tra il popolo che dalla classe dirigente bizantina. Nel 695, infatti, Giustiniano II fu deposto tramite un colpo di stato organizzato dal generale Leonzio, il quale si fece nominare imperatore mentre Giustiniano riuscì a fuggire. Non è nota la posizione politica che Anastasia assunse durante il regno di Leonzio e del suo successore Tiberio III, tuttavia ella poté continuare a vivere presso la corte imperiale senza essere perseguitata. Ad ogni modo, nel 705 Giustiniano II riuscì a reclamare il titolo di basileus, che mantenne fino alla sua morte nel 711.
Giustiniano II morì durante una rivolta mossa contro di lui dallo stratego Bardane, il quale si farà nominare imperatore col titolo di Filippico. L'ex imperatore era infatti stato catturato e rapidamente condotto fuori dalle mura della città e ucciso da alcuni soldati. Al fine di sbarazzarsi di ogni pretendete al trono, Filippico ordinò la morte di Anastasia e di tutti i membri della dinastia Eracliana. Anastasia si era infatti recata presso la Chiesa di Santa Maria delle Blacherne per proteggere lei stessa e il suo nipotino di sei anni di nome Tiberio. Tuttavia, i soldati di Filippico la localizzarono, irruppero nella chiesa e sottrassero con la forza il bambino dalle mani di Anastasia, la quale assistette alla sua uccisione. 
Non è noto se Anastasia fu risparmiata durante le purghe di Filippico, ad ogni modo ella morì nel 711 e fu sepolta accanto al marito all'interno della Chiesa dei Santi Apostoli a Costantinopoli.